# Apollos

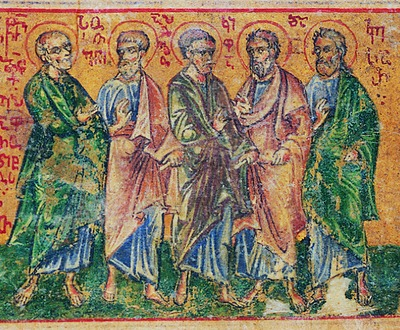
Epaphroditus, Sosthenes, Apollos, Cephas en Caesar

Apollos (Grieks: Ἀπολλώς, verkorte versie van Apollonios) was volgens het Nieuwe Testament een joods christen, afkomstig van Alexandrië.

## Nieuwe Testament
Apollos had kennis van Johannes de Doper en van Jezus, maar hij kende de doop in de naam van Jezus niet. In Efeze ontmoette hij omstreeks het jaar 54 Priscilla en Aquila, medewerkers van Paulus (die zelf op dat moment onderweg was naar Jeruzalem). Zij vertelden hem over het geloof in Jezus (Handelingen 18:24-26).
Toen Apollos naar Korinthe reisde, had hij een aanbevelingsbrief bij zich voor de door Paulus gestichte gemeente daar. Hij was de gemeente tot grote steun, met name in de discussies met de Joodse gemeenschap (Handelingen 18:27-28).
Er ontstonden echter ook problemen, omdat de gemeente niet begreep, dat Paulus en Apollos collega’s waren en geen concurrenten (1 Korintiërs 1:12; 3:5; 16:12).
In Titus 3:14 (waarvan Paulus' auteurschap omstreden is) wordt Apollos genoemd als medewerker.

## Kerkelijke traditie
Volgens de oudkerkelijke traditie was Apollos de eerste bisschop van de christelijke gemeente van Dürres in Illyrië.
Maarten Luther opperde in 1537, dat Apollos mogelijk de auteur van de Brief aan de Hebreeën was. Het zou kunnen dat de brief werd geschreven door iemand uit Alexandrië, gezien het gepolijste Grieks en de allegorische uitleg van de Hebreeuwse Bijbel. Modern exegetisch onderzoek sluit die optie uit.